# Sara Forbes Bonetta
Sara Forbes Bonetta (née en 1843 dans l'Empire d'Oyo et morte le 15 août 1880 à Funchal sur l'île de Madère) est originaire d'Afrique de l'Ouest et issue de la tribu des Egbado (en), appartenant au peuple Yoruba. 
Orpheline à la suite d'une guerre intertribale, elle est vendue comme esclave. Elle est ensuite libérée et devient la filleule de la reine Victoria,. Elle est mariée au capitaine et philanthrope James Pinson Labulo Davies.

## Biographie

### Naissance en Afrique
Initialement nommée Omoba Aina (Omoba signifiant littéralement en langue yoruba « Enfant d'un monarque »), Aina/Sara naît en 1843 à Oke-Odan, un village du fief Egbado [voir carte], dans une famille de lignée royale yoruba. En 1848, Oke-Odan est attaqué par des soldats du royaume de Dahomey. Lors du raid, Sara perd ses parents et finit à la cour du roi Ghézo, comme esclave. Destinée par ses ravisseurs dahoméens à être sacrifiée, elle est sauvée par le capitaine Frederick Edwyn Forbes du West Africa Squadron de la Royal Navy, qui convainc le roi Ghézo de la donner à la reine Victoria : « Elle serait un cadeau du roi des Noirs à la reine des Blancs », comme l'écrivit plus tard Forbes. Il la nomme Sara Forbes Bonetta (Bonetta venant du nom de son navire, le HMS Bonetta).

### Éducation anglaise
L'histoire de la naissance et l'arrivée de la petite princesse yoruba à Londres font sensation et la reine Victoria, à qui Sara est présentée, est immédiatement impressionnée par son exceptionnelle intelligence,, et demandera qu'on la fasse baptiser dans la religion anglicane, devenant expressément sa marraine, et participant aussitôt à son éducation. Sara est dès lors intégrée à la bonne société anglaise et élevée dans un cadre aisé et cultivé,,.
En 1851, Sara est atteinte d'une toux chronique, censée être causée par le climat rude de Grande-Bretagne. On l'envoie étudier dans une institution scolaire britannique, en Afrique de l'Ouest, en mai de cette année, à l'âge de huit ans, mais elle y est malheureuse et est renvoyée en Angleterre, en 1855, à l'âge de 12 ans. En janvier 1862, elle a presque 19 ans et est invitée à assister au mariage de la fille de la reine Victoria, la princesse Alice, qui a le même âge.

### Mariage et installation à Lagos

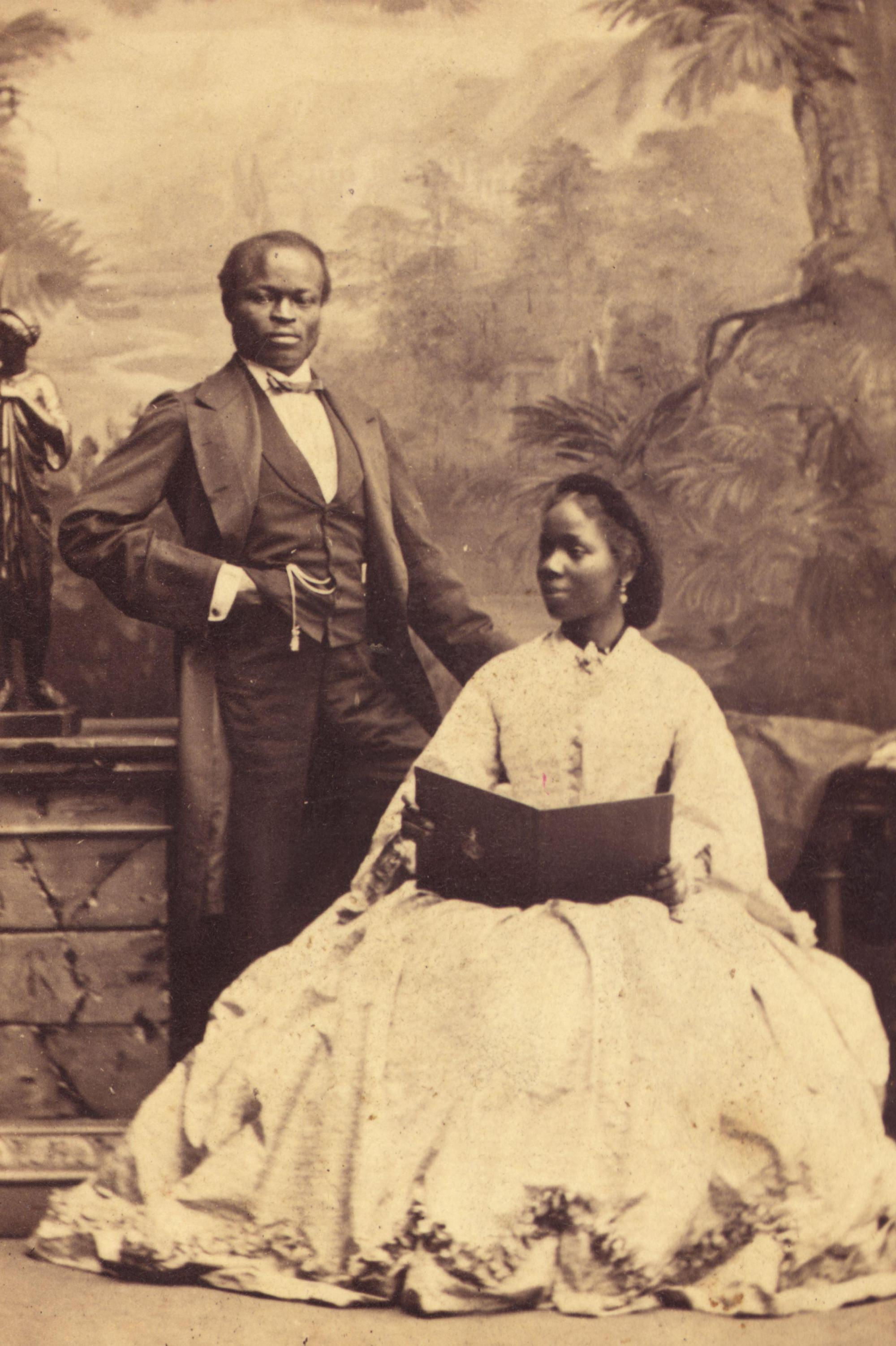
Un portrait de James Pinson Labulo Davies et Sara Forbes Bonetta, photographiés à Londres en 1862 par Camille Silvy.

En août 1862, après avoir reçu la permission de la reine, elle se marie au capitaine James Pinson Labulo Davies (d'origine yoruba et natif de la Colonie et Protectorat de la Sierra Leone) en l'église St Nicholas de Brighton, dans le Sussex de l'Est. Le couple s'installa au 17 Clifton Hill dans une villa du quartier aristocratique résidentiel de Montpelier à Brighton.
Le capitaine Davies est un riche homme d'affaires yoruba, négociant avec les Britanniques, et qui s'installa avec son épouse, après leur mariage, à la colonie britannique de Lagos, où ils eurent trois enfants : Victoria Davies, épouse Randle (née en 1863 à Lagos), Arthur Davies (né en 1871) et Stella Davies (née en 1873). Sara Forbes Bonetta a continué à entretenir des relations étroites avec la reine Victoria, au point qu'elle et l'évêque Samuel Ajayi Crowther étaient les seuls Africains de Lagos que la Royal Navy avait ordre permanent d'évacuer en cas de soulèvement à Lagos. 
Victoria Matilda Davies, première fille de Sara, a été baptisée Victoria en hommage à la reine Victoria,,.

### Décès prématuré loin des siens
Sara, alors en cure, décède d'une tuberculose à l'âge de 37 ans le 15 août 1880 dans la ville de Funchal sur l'île de Madère. Elle est inhumée au cimetière britannique de Funchal, près de l'église anglicane Holy Trinity (Rua do Quebra Costas), où sa tombe porte le numéro 206.
Son mari, le capitaine Davies, fait ériger un obélisque en granit de plus de huit pieds de haut à sa mémoire à Ijon, à l'ouest de Lagos, où il avait créé une plantation de cacao.

## Dans la culture populaire
L'histoire de Sara est racontée dans le neuvième épisode (« Joie et réconfort ») de la saison 2 de la série télévisée britannique Victoria (2017). Dans cet épisode, le rôle de Sara Forbes Bonetta est interprété par la jeune actrice Zaris-Angel Hator.